# 新城安基
新城 安基（あらぐすく あんき、生年不明 - 1567年6月6日（隆慶元年4月29日））は、琉球王国の政治家。毛氏池城殿内一世。童名を小太郎金（シュタルガニ）といい、唐名は毛龍唫（口偏に金、もう りゅうぎん）または毛龍喧。大新城（うふあらぐしく）の呼び方で一般に知られる。

## 経歴
父不詳、母は儀保大阿母志良礼。第二尚氏王統第3代・尚真王が今帰仁巡察のおりにお手掛けした神女との間に生まれた子という伝承がある。のちは和為美（国頭親方景明）、葛可昌（城間親方秀信）とともに三司官を務める。
1555年、尚清王が重篤となったとき、新城安基・国頭景明・城間秀信を枕元に呼び、世子尚元を立てて、よく補翼せよと遺命した。しかし尚清王が薨去した後、国頭景明と城間秀信は、「世子尚元は病弱である。大伊江王子尚鑑心こそ、王位に就くべきである」と主張して、王子たちの間で王位継承争いが起こる。これに怒った新城安基が、「王の希望する王妃の産んだ長子・尚元を世継ぎに立てるのが常道、すでに王の遺命を受けている」と擁立し、諸臣は新城に従い、尚元は王位に就いた。
この功績を挙げて、子孫は羽地間切（現：名護市羽地、屋我地）の総地頭職を務める。
毛氏池城家　家譜によると
長男　池城安棟(毛氏二世)
次男　池城安昔(古波蔵家元祖)
外子　宮良親雲上池城安英(毛裔氏一世)